# Freja Loeb
Freja Loeb, optræder under navnet Freja, er en dansk musiker og sangskriver fra Danmark. Hun har samarbejdet med bl.a. Mike Sheridan, White Pony, Vinnie Who, Dave Sitek og Adam Olenius.

## Diskografi
- Odyssey (2011)[2]
- W.O.M.D (2013)[3]
- White Magic Spells (2015)[1]